# Landkreis Warthenau

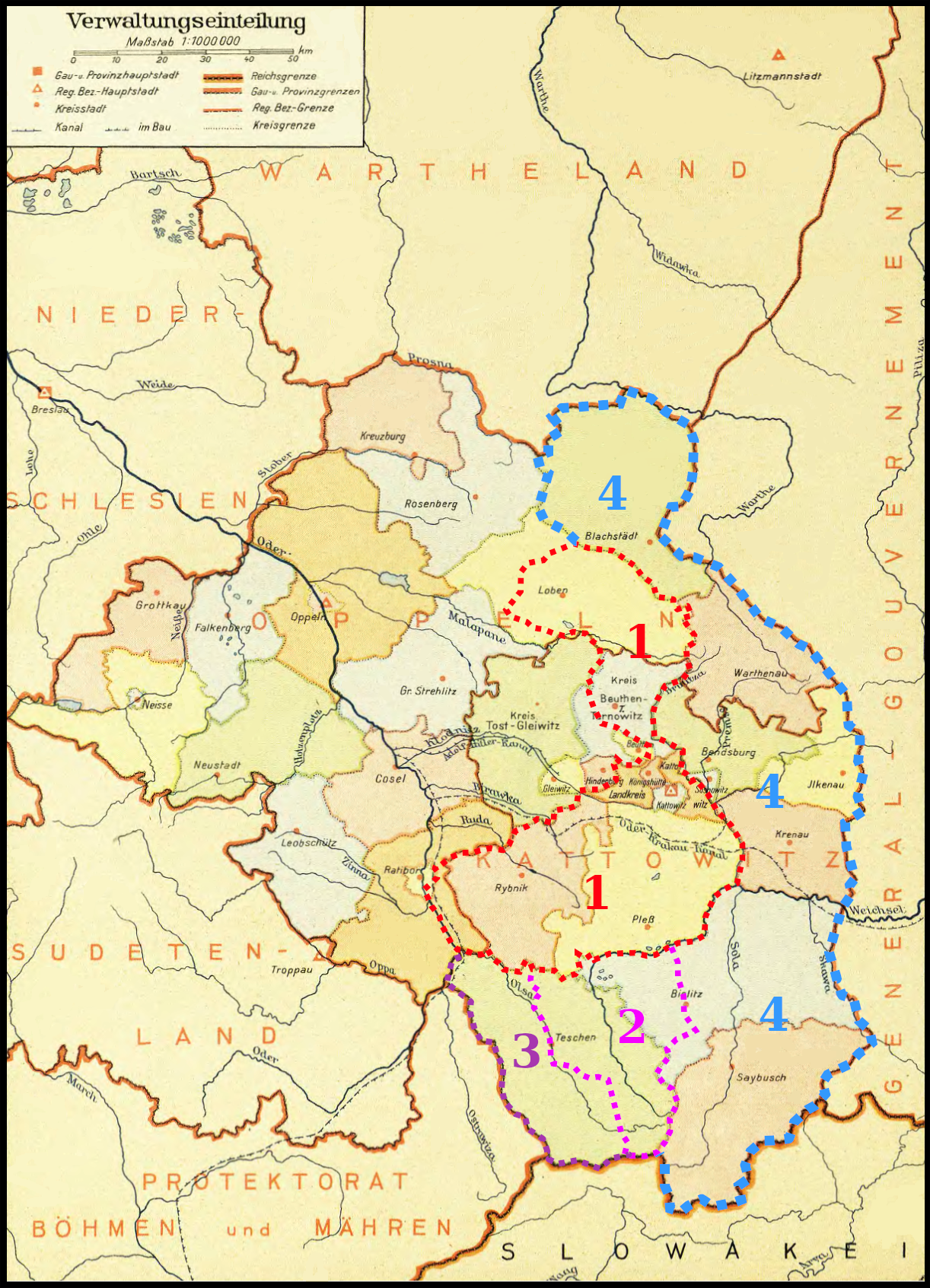
4 – neues „Ostoberschlesien“, vor 1939 Teile der Woiwodschaften Kielce und Krakau

Der Landkreis Warthenau, zuvor Zawiercie, bestand zwischen 1939 und 1945 im besetzten Polen. Er umfasste am 1. Januar 1945 eine Stadt sowie sieben Amtsbezirke mit der entsprechenden Anzahl von Städten und Gemeinden.

## Verwaltungsgeschichte

### Polen
Bei Beginn des Zweiten Weltkrieges gehörte der Landkreis Zawiercie zu Polen, und zwar zur Woiwodschaft Kielce.
Nach dem Überfall auf Polen im September 1939 gehörte der polnische Landkreis Zawiercie vom 26. Oktober 1939 an zunächst zum deutsch verwalteten Generalgouvernement für die besetzten polnischen Gebiete.

### Deutsches Reich
Mit dem 20. November 1939 wurde die Grenze zum Generalgouvernement endgültig festgelegt. Dabei wurde der größere Westteil ohne des Teils um Niegowa des Landkreises Zawiercie völkerrechtswidrig Teil des Regierungsbezirkes Oppeln in der preußischen Provinz Schlesien.
Das Landratsamt war in Zawiercie.
Zum 18. Januar 1941 wurde die Provinz Schlesien aufgelöst. Aus den bisherigen Regierungsbezirken Kattowitz und Oppeln wurde völkerrechtswidrig die neue Provinz Oberschlesien gebildet.
Am 21. Mai 1941 wurde der Name des Landkreises zu Warthenau „eingedeutscht“.
Im Frühjahr 1945 eroberte die Rote Armee das Kreisgebiet und beendete die deutsche Besatzungszeit.

## Politik

### Landkommissar
1939–9999: ?

### Landräte
1939–1940: ?
1940–1943: Paul Hampel (* 1907) 
1943–1945: Kurt Becker (* 1910) (vertretungsweise)

## Kommunalverfassung
Nach dem Überfall auf Polen wurde bis 1945 allein die Stadt Warthenau (= Zawiercie) der im Altreich gültigen Deutschen Gemeindeordnung vom 30. Januar 1935 unterstellt, welche die Durchsetzung des Führerprinzips auf Gemeindeebene vorsah. Alle übrigen Gemeinden waren in Amtsbezirken zusammengefasst und wurden durch Amtskommissare verwaltet.

## Ortsnamen
Durch unveröffentlichten Erlass vom 29. Dezember 1939 galten vorläufig die bisher polnischen Ortsnamen weiter.
Zu einer endgültigen Vergabe „rein deutscher“ Ortsbezeichnungen ist es bis Kriegsende nicht gekommen. Diese war aber bis ins Einzelne bereits vorbereitet. Es handelte sich dabei um lautliche Angleichungen, Übersetzungen, Neuschöpfungen oder Verbesserungen der seit 1939 vorläufig gültigen Namen, zum Beispiel:
- Alt Myszków: Myschkow,
- Kozieglowki: Dorfkosel,
- Łazy/Lazy: Lasern,
- Mierzęcice: Mieren,
- Pinczyce: Pingen,
- Poraj: Porwalde,
- Poręba/Poremba: Haudorf,
- Siewierz: Sewern,
- Włodowice: Woldenstein.